# Lethades
Lethades is een geslacht van insecten uit de orde vliesvleugeligen (Hymenoptera) en de familie Ichneumonidae.

## Soorten
- L. amauronemati (Hinz, 1961)
- L. buriator Aubert, 1987
- L. cingulator Hinz, 1976
- L. curvispina (Thomson, 1883)
- L. erichsonii Hinz, 1996
- L. facialis (Brischke, 1871)
- L. imperfecti Hinz, 1996
- L. kukakensis (Ashmead, 1902)
- L. lapponator Hinz, 1976
- L. lapponicus (Holmgren, 1857)
- L. laricis Hinz, 1976
- L. punctatissimus (Strobl, 1903)
- L. scabriculus (Thomson, 1883)
- L. schaffneri (Hinz, 1996)
- L. schmiedeknechti Hinz, 1996
- L. texanus (Ashmead, 1890)